# Touch Me (singel The Doors)
„Touch Me” – piosenka amerykańskiego zespołu The Doors, wydana na singlu w grudniu 1968 roku. Utwór znalazł się na albumie The Soft Parade, który został wydany w lipcu 1969 roku.
Autorem tekstu jest gitarzysta Robby Krieger. Początkowo utwór miał się nazywać „Hit Me”, odnosił się do częstych kłótni z jego dziewczyną. Po namowach Morrisona zmieniono tytuł i tekst na „Touch Me”.